# Nunningen
Nunningen est une commune suisse du canton de Soleure, située dans le district de Thierstein.

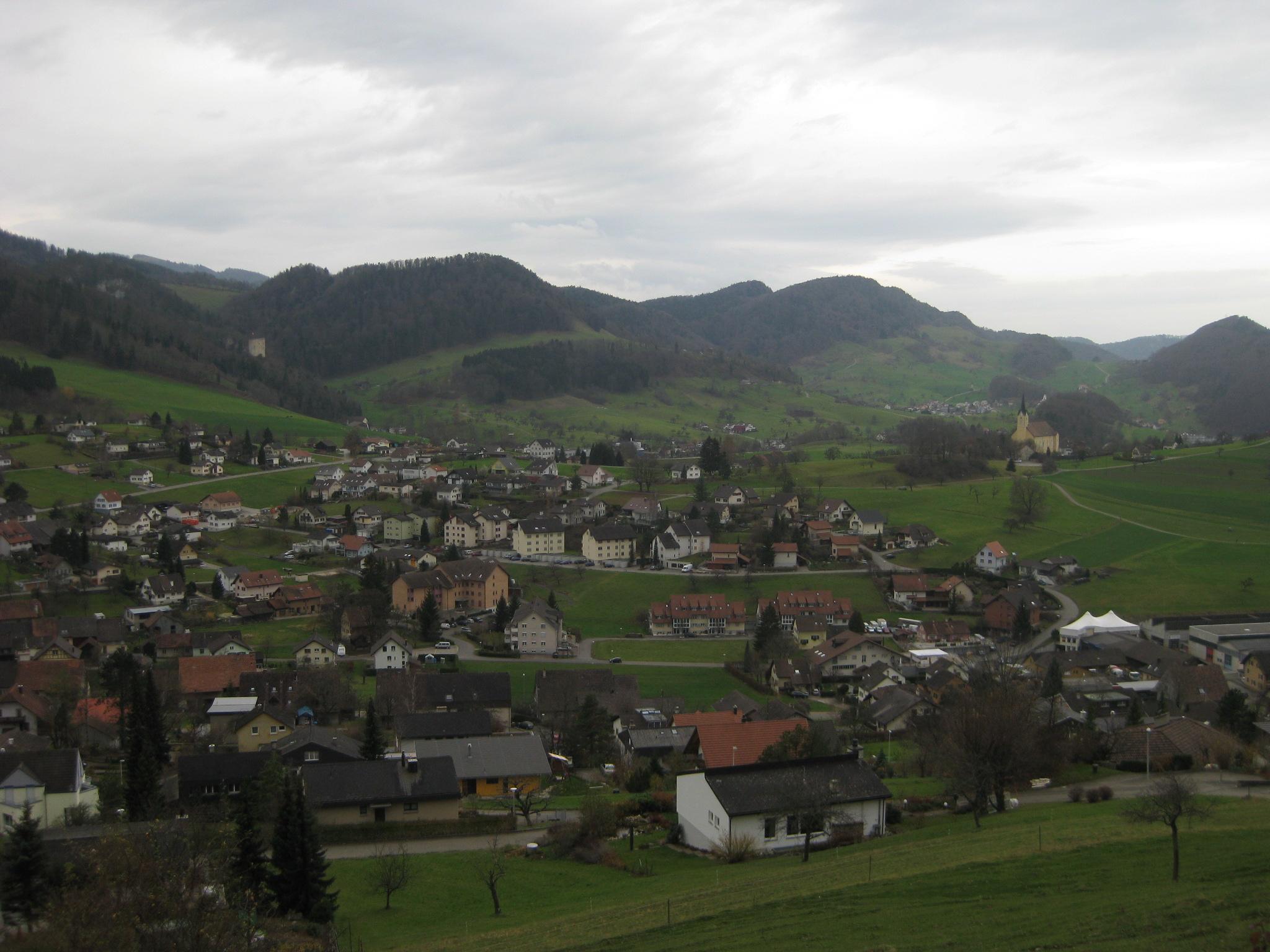
Nunningen.

Vue aérienne (1953)